# Herculano Medina Garfias
Herculano Medina Garfias (* 27. November 1967 in Rincón de Cedeños, Mexiko) ist ein mexikanischer römisch-katholischer Geistlicher und Bischof von Ciudad Guzmán.

## Leben
Herculano Medina Garfias empfing am 15. Februar 1996 durch Erzbischof Alberto Suárez Inda das Sakrament der Priesterweihe für das Erzbistum Morelia.
Papst Franziskus ernannte ihn am 1. Dezember 2015 zum Titularbischof von Gegi und zum Weihbischof im Erzbistum Morelia. Alberto Kardinal Suárez Inda spendete ihm und dem gleichzeitig zum Weihbischof ernannten Víctor Alejandro Aguilar Ledesma am 25. Februar des folgenden Jahres im Stadion Unidad Deportiva Bicentenario in Morelia die Bischofsweihe. Mitkonsekratoren waren der Apostolische Nuntius in Mexiko, Erzbischof Christophe Pierre, und Carlos Suárez Cázares, Weihbischof in Morelia.
Am 4. Mai 2024 ernannte ihn Papst Franziskus zum Bischof von Ciudad Guzmán. Die Amtseinführung fand am 18. Juli desselben Jahres statt.